# Tune Group
Tune Group Sdn Bhd je společnost založená dvojicí malajsijských podnikatelů Tonyho Fernandese a Kamerudina Meranuna. Dceřiné společnosti jsou nízkonákladová letecká společnost AirAsia a Caterham Group.
Je také sponzorem fotbalového Premier League klubu Queens Park Rangers.

## Dceřiné společnosti
- Caterham Group – Automobilka Caterham
- AirAsia – Letecká společnost
- Tune Hotels – Síť asijských Hotelů
- Tune Money – Finanční odvětví společnosti
- Tune Talk – Telekomunikační společnost
- Tune Insurance
- Tune Tones – Tune Talk
- Tune Sport – Fotbalový klub QPR, Caterham F1 a Caterham Racing